# Pago Pago

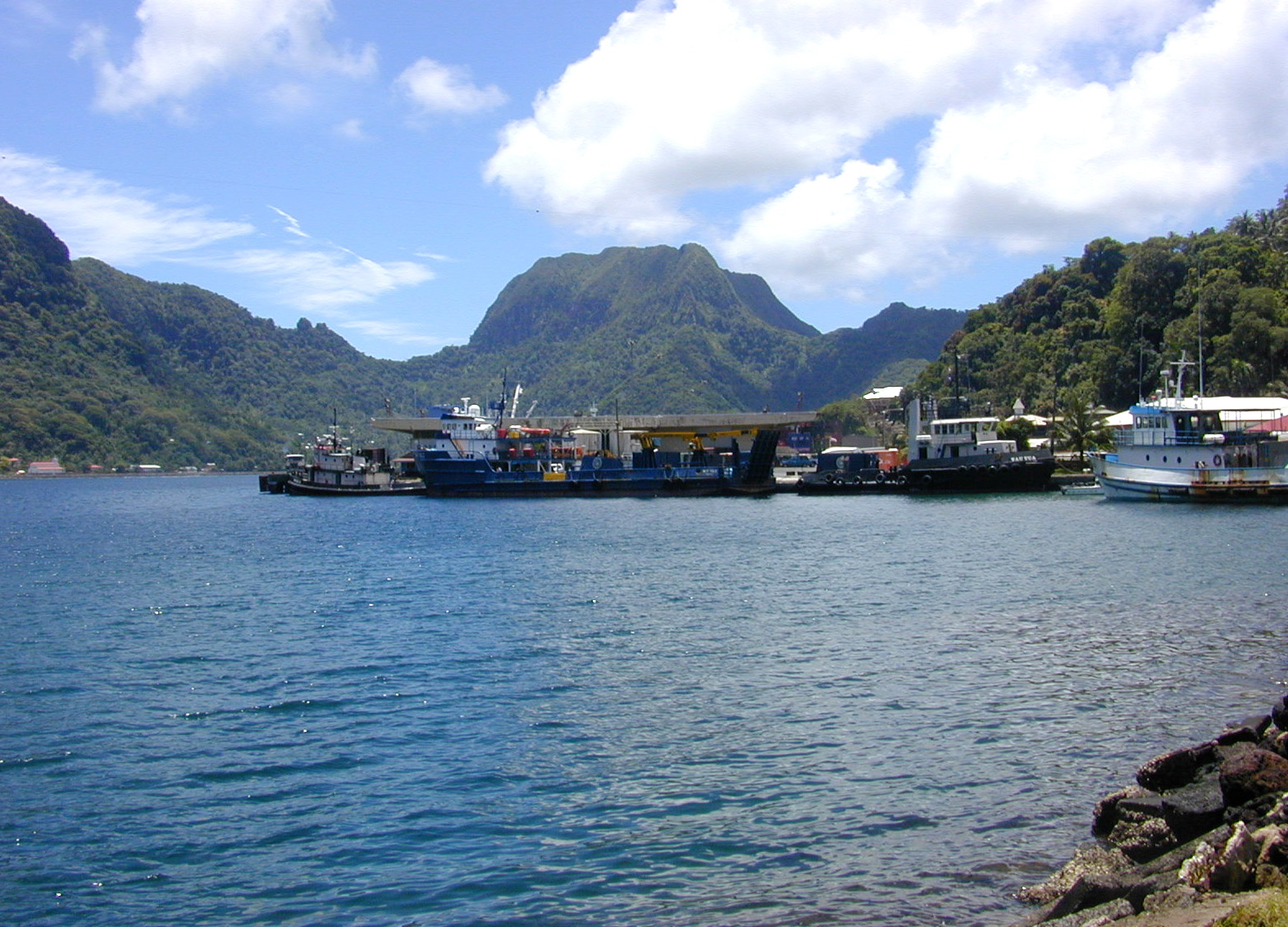
Hamnen i stadsdelen Fagatogo, i bakgrunden Pioa (Rainmaker Mountain) med ca 523 m ö.h.

Pago Pago (uttalas pang-go pang-go) är huvudstad i ögruppen Amerikanska Samoa som är en amerikansk besittning bland Samoaöarna i Stilla havet.

## Staden
Pago Pago är beläget på ön Tutuila vid den östra delen av viken Pago Pago harbor (även Pago Bay) på öns mellersta del och har ca 11 500 invånare  varav ca 4 000 i själva Pago Pago. Viken betraktas bland de bästa naturliga hamnarna i Stilla havet.
Stadens område omfattar numera flera stadsdelar som tidigare var egna byar längs "Pago Pago Harbor" däribland Fagatogo och Utulei .
Centrum utgörs av området där det finns banker, affärer, restauranger och några hotell.
I Fagatogo ligger parlamentet Fonos byggnad "Maota Fono" , kyrkorna O le Ki O le Malo O le Lagi, ursprungligen byggd 1904, och St. Joseph's Catholic Church, byggd 1959, samt museet "Jean P. Haydon Museum" som bland annat har en omfattande samling samoanska artefakter.
I Utulei finns en rad förvaltnings- och regeringsbyggnader samt ett sjukhus.
Tonfiskindustrin är den största näringen och sysselsätter en tredjedel av hela öns befolkning. Det finns 2 stora amerikanskägda burkningsanläggningar i Pago Pagoområdet.
Förvaltningsmässigt ligger staden i Ma'oputasi County i Eastern District. Pago Pago är omgivet av berg och en vandring uppför Mount Alava (ca 491 m ö.h.) nordöst om centrum ger en fin utsikt över området. Berget ingår i parken American Samoa nationalpark.
Stadens flygplats Pago Pago (Pago Pago International Airport, flygplatskod "PPG") ligger på Tutuilas sydvästra del ca 4 km söder om centrum och har kapacitet för internationellt flyg.

## Historia
1899 utsågs Pago Pago till huvudstad.
Den 2 mars 1872 undertecknade US Commander Richard W. Meade ett avtal med lokalbefolkningen där US Navy garanterades "U.S. Naval station Tutuila", en kolpåfyllningsstation och reparationsbas i Pago Pago. Avtalet ratificerades först den 17 januari 1879 genom ett formellt fördrag mellan USA och Samoa . Den 17 juli 1911 byter stationen namn till "American Samoa" . US Navy förvaltar basen (och hela Amerikanska Samoa) fram till den 22 februari 1951.
Den 25 mars 1891 besökte författaren Robert Louis Stevenson Pago Pago.
Naval Station Administration Building, byggd 1904 inhyser numera "High Court of American Samoa" (Högsta domstolen) och utsågs den 12 februari 1974 till byggnadsminnesmärke av National Register of Historic Places .
Den 11 april 1904 öppnas den första allmänna skolan i Fagatogo.
Den 14 februari 1914 grundades "American Samoa Nurses' Training School" i Fagatogo.
Den 5 januari 1966 anländer den amerikanske tonåringen Robin Lee Graham till Pago Pago under sin 5 års långa (från 1965 - 1970) ensamsegling jorden runt.
Pago Pagos flygplats invigdes 1964.
Den 17 april 1980 vid en flyguppvisning under firandet av flaggans dag flög ett amerikanskt militärplan tillhörande USA:s flotta in i den linbana som då fanns upp till Mt Alava. Linbanan förstördes och planet havererade sedan vid Rainmaker Hotel. Linbanan har inte reparerats sedan dess .